# Stäpplövfly
Stäpplövfly, Caradrina albina, är en fjärilsart som beskrevs av Eduard Friedrich Eversmann 1848. Stäpplövfly ingår i släktet Caradrina och familjen nattflyn, Noctuidae. Arten är funnen i Sverige vid ett tillfälle, i Gävle 2017. I Finland är arten betraktad som en mycket sällsynt men regelbunden vandrare och är funnen i kustlandskapen längs Finlands sydkust. En underart finns listad i Catalogue of Life, Caradrina albina rougemonti Spuler, 1906.